# Fresne-Saint-Mamès
Fresne-Saint-Mamès är en kommun i departementet Haute-Saône i regionen Bourgogne-Franche-Comté i östra Frankrike. Kommunen ligger i kantonen Fresne-Saint-Mamès som tillhör arrondissementet Vesoul. År 2022 hade Fresne-Saint-Mamès 491 invånare.

## Befolkningsutveckling
Antalet invånare i kommunen Fresne-Saint-Mamès
| Referens: INSEE |